# جورج إتش ماكي
جورج إتش ماكي (بالإنجليزية: George H. McKee)‏ هو ضابط أمريكي، ولد في 28 أبريل 1923 في بيكنز في الولايات المتحدة، وتوفي في 6 يناير 2015 في ستيرلينغ ‏ في الولايات المتحدة.